# Tuzoia manchuriensis
Tuzoia manchuriensis ist eine ausgestorbene Art aus der Gattung Tuzoia mit unsicherer Stellung innerhalb der Gliederfüßer (Arthropoda).

## Merkmale
Tuzoia manchuriensis hatte einen eiförmigen Umriss (Verhältnis Länge zu Höhe 1,5) und eine Panzerlänge von etwa 40 mm. Der obere Rand war gerade und lief in ein gut ausgebildetes, nach vorne gerichtetes, die Sehkerbe überhängendes Rostrum aus. Über das hintere Rostrum, Rand- und Rückenstacheln ist nichts bekannt. Die laterale Linie verlief weitestgehend parallel zum oberen Rand und war nur schwach ausgebildet. Die netzartige Struktur der Oberfläche war vorhanden, ist aber nicht gut genug erhalten.

## Fundorte
Es wurde nur ein schlecht erhaltenes Exemplar in der mittelkambrischen Tang-shih Formation im Nordosten der Volksrepublik China (Liaoning-Provinz) gefunden.

## Systematik
Die Art wurde 1937 von Charles Elmer Resser und Riuji Endo erstbeschrieben.